# Луиче
Луис Гарсия Мартинес (исп. Luis García Martínez; 20 августа 1941, Сан-Висенте-дель-Распеч — 23 июля 2024, Вильена), более известный как Луиче (исп. Luiche), — испанский футболист и тренер, игравший на позиции правого защитника.

## Карьера
Луиче родился в Аликанте, но вырос в Вильене, оба города относятся к автономному сообществу Валенсия. В качестве игрока Луиче выступал за клубы низших испанских лиг. Он никогда не играл в Ла Лиге, а в Сегунде провёл всего 11 матчей — за «Кальво Сотело» в сезоне 1965/1966. Луиче поиграть за такие команды как «Вильена», «Моновар», «Олива», «Ивиса», «Эльденсе», «Вильярреал» и «Беникарло». В 1974 году в возрасте 32 лет он завершил свою карьеру игрока.
Сразу после завершения карьеры игрока Луиче занялся тренерской работой, возглавив местную команду «Петреленсе». После работы главным тренером в «Санта-Поле» и «Альмансе» он впервые возглавил клуб Сегунды B — «Эльденсе», за который ранее играл.
В 1986 году, после работы в «Альбасете», «Альмансе», «Алькояно» и «Нулесе», Луиче был назначен главным тренером «Вильярреала», выступавшего в то время в Терсере. По итогам первого же сезона Луиче вывел команду в Сегунду B, а во втором «Вильярреал» чуть было не заработал повышение и в Сегунду. После этого успешного периода Луиче возглавил клуб Сегунды «Кастельон».
По итогам сезона 1988/1989 «Кастельон» под его руководством добился выхода в Ла Лигу. Луиче работал там до апреля 1991 года. Сменивший его Люсьен Мюллер не смог спасти клуб от понижения в Сегунду по итогам чемпионата. В июне 1991 года Луиче был назначен главным тренером «Сабаделя», игравшего в Сегунде, но был уволен уже в октябре после неудачной серии из шести матчей с одной лишь победой.
Далее Луиче работал в «Картахене», а в феврале 1994 года вернулся в «Кастельон», который не смог спасти от вылета из Сегунды. После ещё одного неудачного опыта с командой Сегунды B «Алькояно», которая под его началом вылетела из своего дивизиона по итогам сезона 1995/1996, он впоследствии руководил «Новельдой», также выступавшей в Сегунде B.
В мае 2012 года власти города Вильена назвали свой новый стадион в честь Луиче.
Умер 23 июля 2024 года после продолжительной болезни в Вильене в возрасте 82 лет.

## Достижения

### Тренерские
- Второй дивизион: 1988/1989